# Reitwein
Reitwein er administrationsby i Landkreis Märkisch-Oderland i den tyske delstat Brandenburg.